# Hôtel Brion
L'Hôtel Brion, noto anche come Villa Brion, è un piccolo edificio storico di Strasburgo, disegnato in stile Liberty, situato nel quartiere di Neustadt, al civico 22 in via Sleidan.
È classificato come monumento storico della Francia dal 1975.

## Storia e descrizione
Il palazzo fu progettato dall'architetto Auguste Brion (1861–1940), per sé stesso nel 1904. Brion, rampollo di una famiglia di artisti direttamente imparentata con il leggendario Friederike Brion, fu un prolifico architetto che realizzò altre quattro case nella stessa via tra il 1903 e il 1905. L'alberghetto personale fu eseguito preferendo un gusto più esuberante rispetto alla maggior parte delle altre sue opere. Per la struttura, l'architetto utilizzò un'intelaiatura in legno e l'uso del cemento armato per le pareti interne, la cui superficie ricoprì successivamente in pietra. Tra il 1926 e il 1972, l'Hôtel Brion è stato utilizzato come un vero e proprio albergo, chiamato Hôtel Marguerite, per poi tornar di nuovo in mano a privati dal 1980.

## Galleria d'immagini

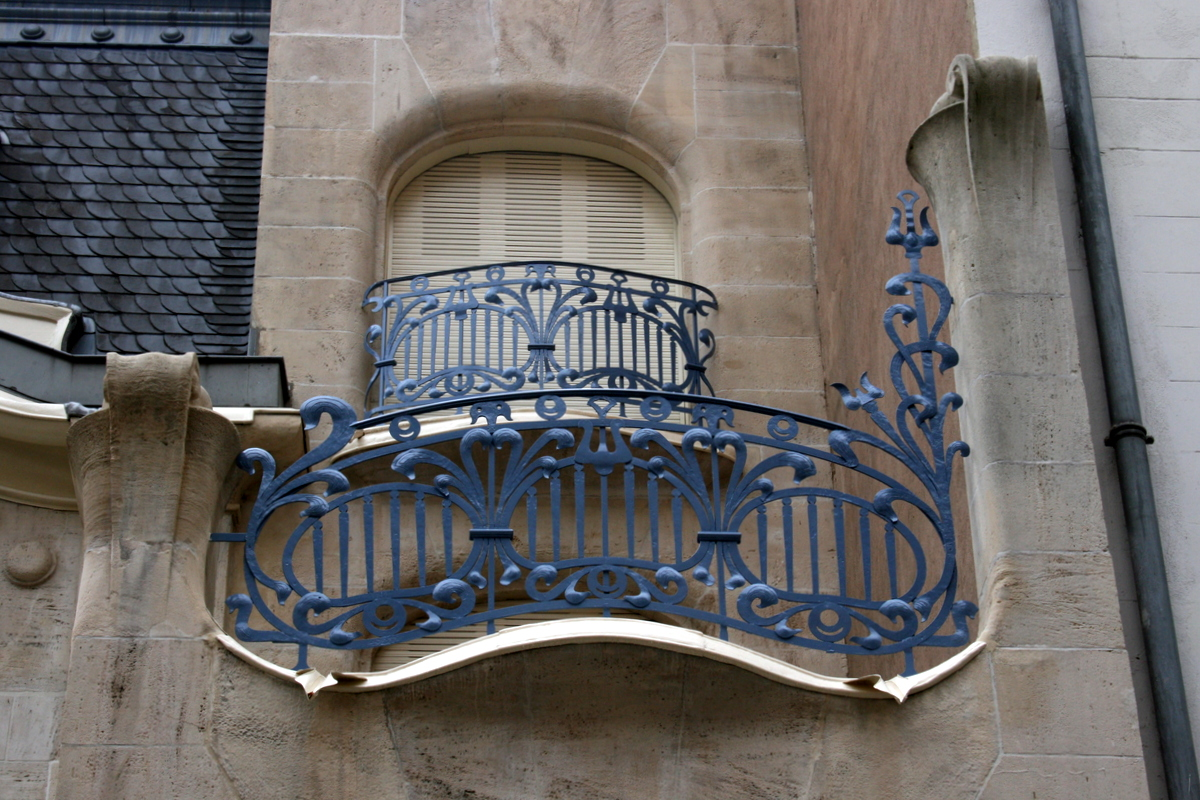
Balcone in ferro battuto.
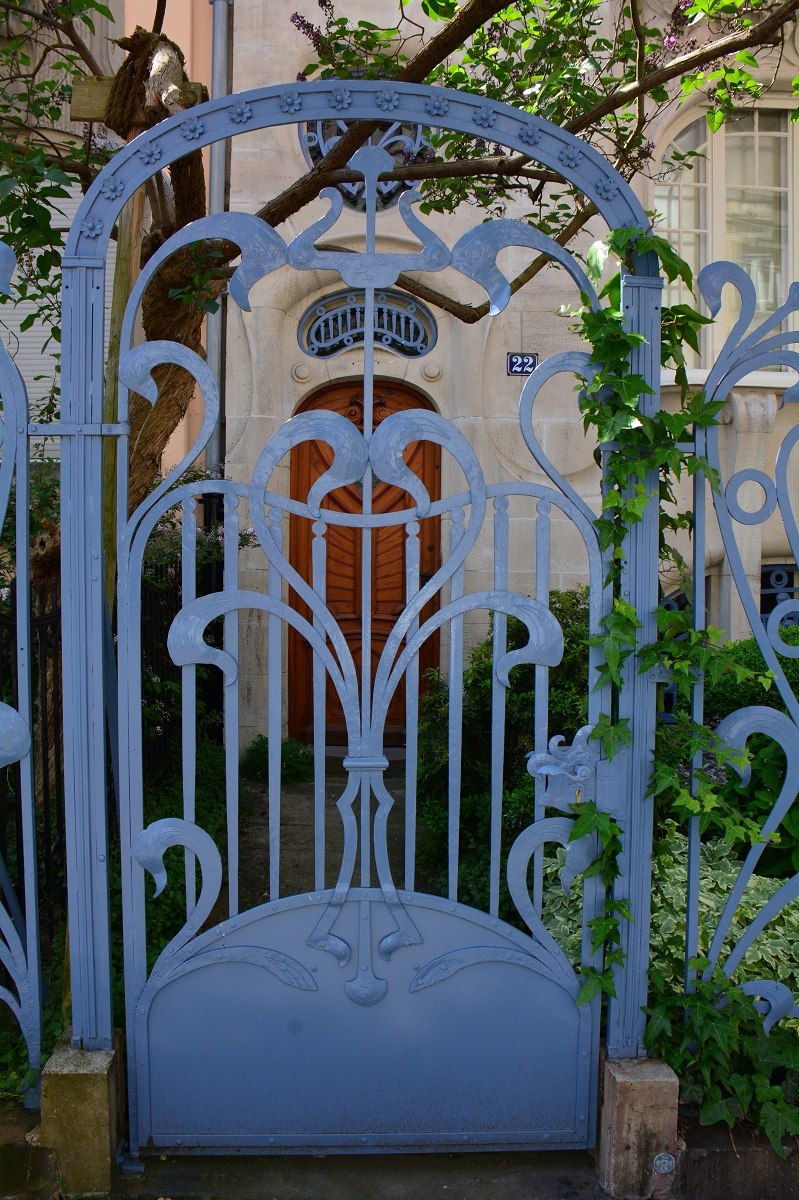
Cancelletto del giardino.
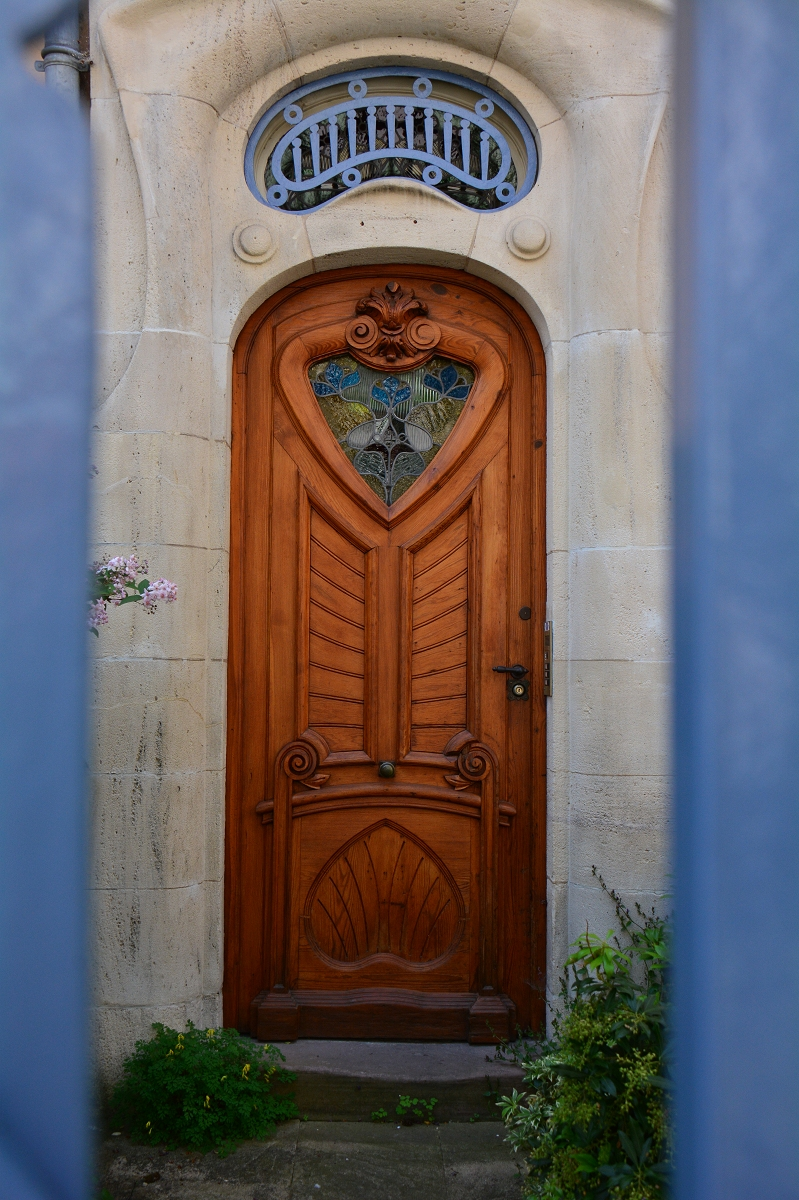
Porta d'ingresso.
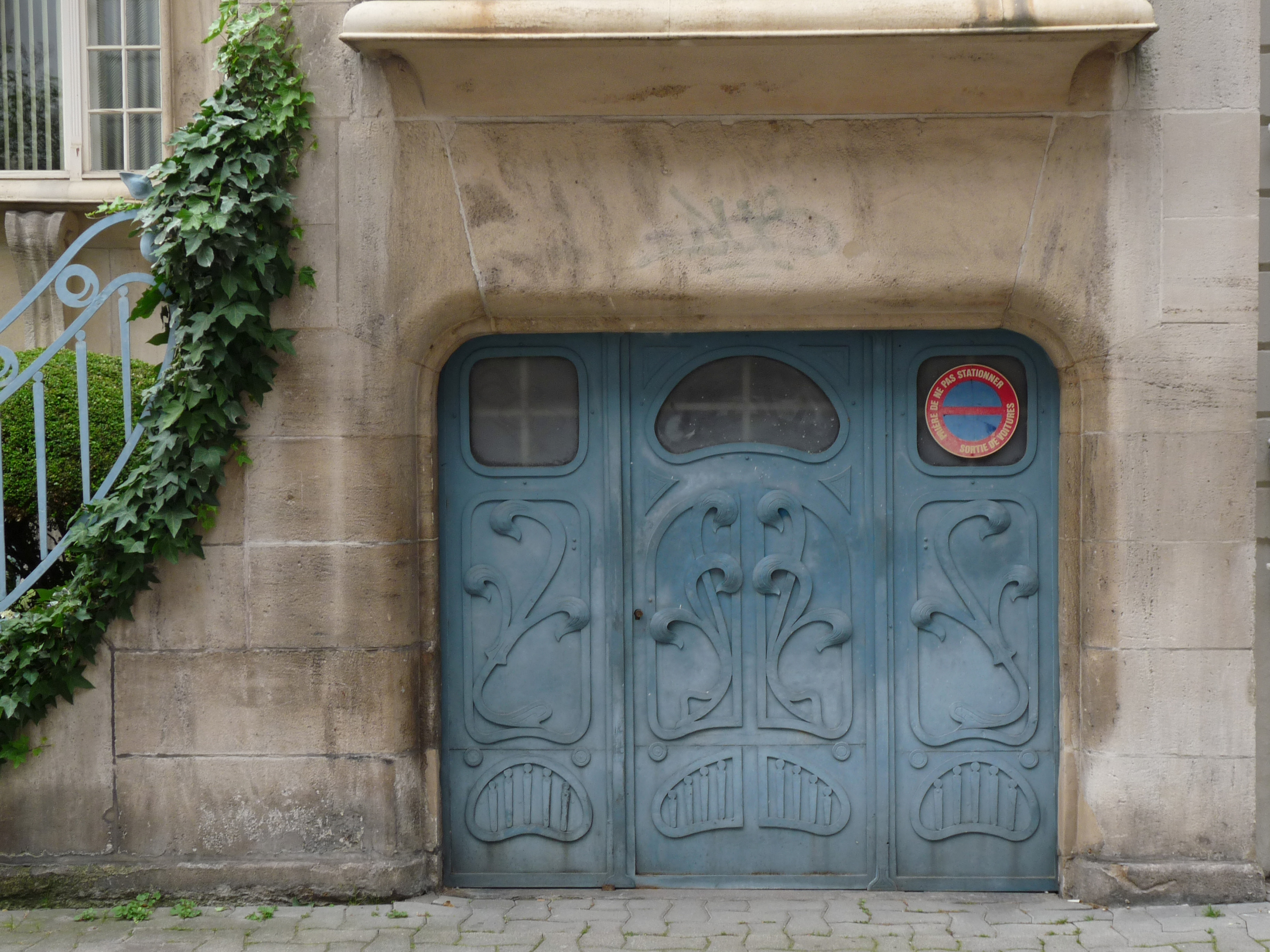
Il portale atipico dell'autorimessa.
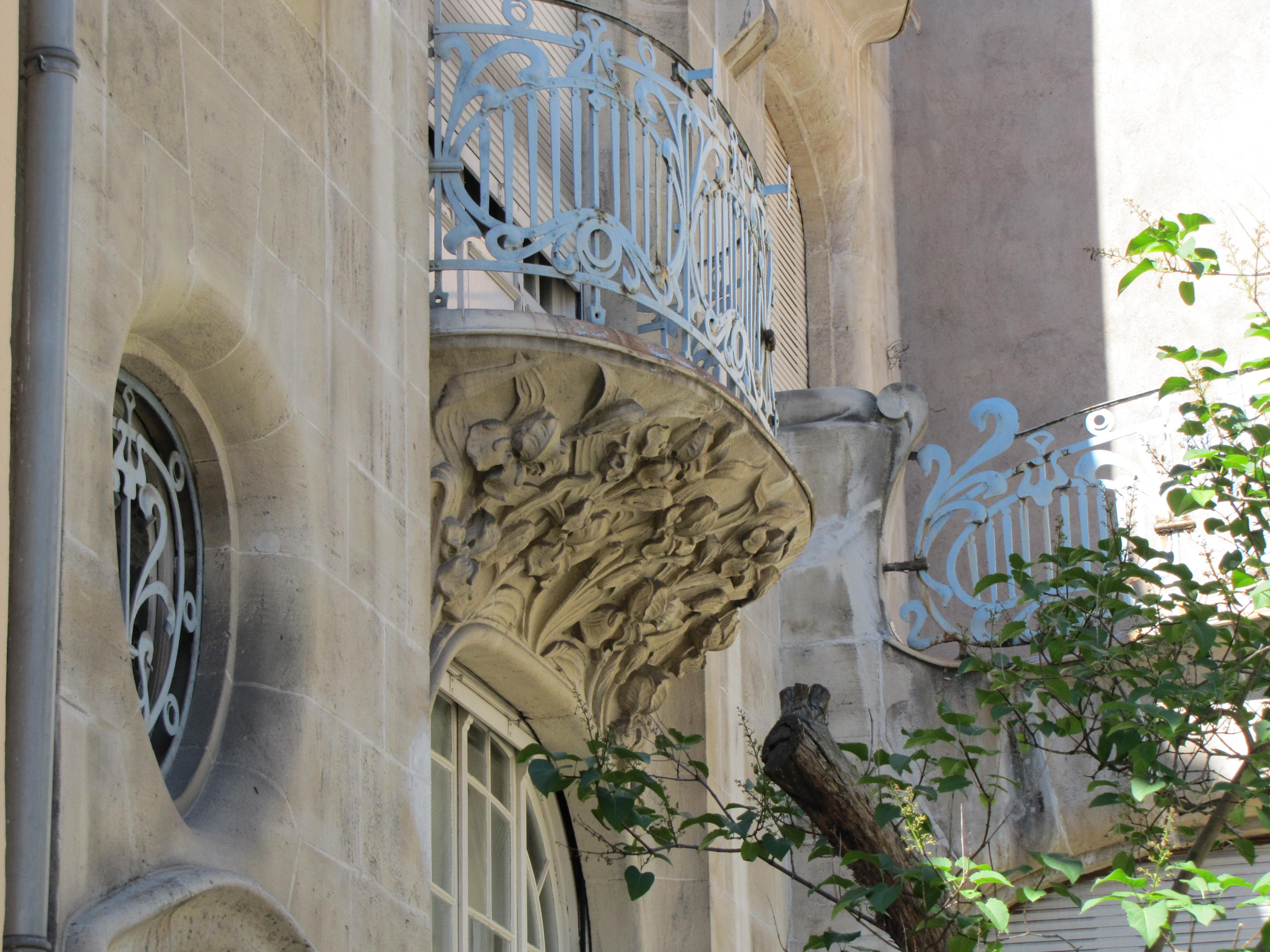
Vista laterale della facciata.
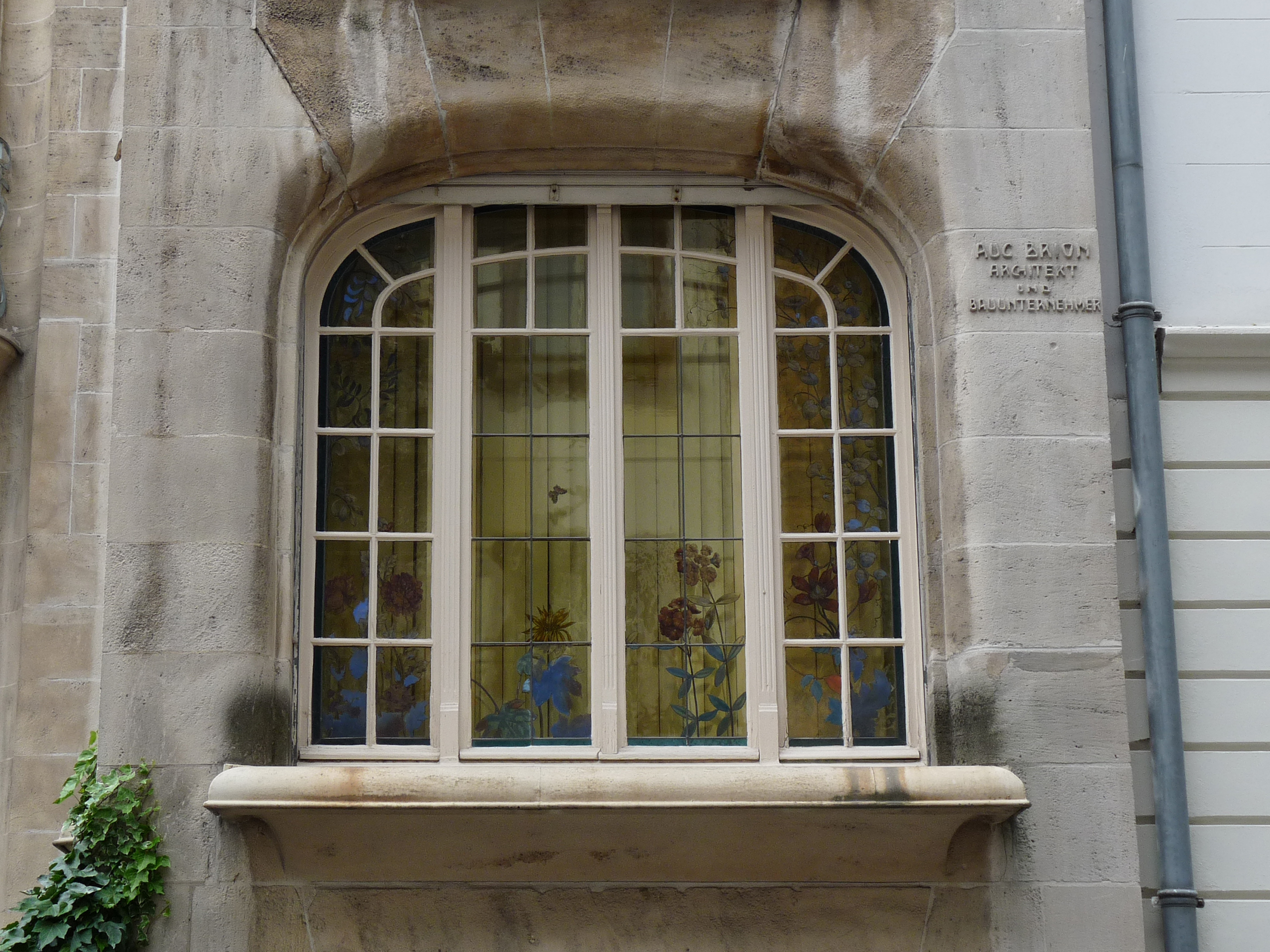
La finestra decorata con motivi floreali, e accanto la firma in rilievo dell'architetto.